# Gary Kemp
Gary James Kemp (Londra, 16 ottobre 1959) è un cantautore, musicista e attore britannico, noto per essere stato chitarrista e tastierista degli Spandau Ballet, gruppo musicale leader del cosiddetto movimento new romantic.

## Carriera
Nato nel distretto londinese di Islington, nel 1972 è apparso nel film Hide & Seek. Nel 1978, insieme al fratello Martin Kemp, ha fatto parte di un gruppo musicale chiamato The Makers, che è poi diventato uno dei gruppi più conosciuti della new wave britannica, gli Spandau Ballet. Negli Spandau Ballet, Gary Kemp è chitarrista ed autore di quasi tutti i brani della band.
Nel 1987, dopo un tour degli Spandau Ballet, Gary Kemp e il fratello decisero di ritornare a recitare. In particolare Gary ha riscosso successo partecipando al film Guardia del corpo (1992), per la regia di Mick Jackson.
Dal 1988 al 1997 è stato sposato con l'attrice Sadie Frost, da cui ha divorziato. Nel 1990 è nato il loro unico figlio. Nel 2003 si è risposato con Lauren Barber, dalla quale ha avuto un secondo figlio.
Dal 2018 è membro come cantante e chitarrista del supergruppo Nick Mason's Saucerful of Secrets, band che ripropone dal vivo i primi album dei Pink Floyd da The Piper at the Gates of Dawn fino ad Obscured by Clouds; insieme al batterista Nick Mason, nella band milita anche lo storico collaboratore dei Pink Floyd Guy Pratt.

## Discografia

### Con i Nick Mason's Saucerful of Secrets
- 2020 – Live at the Roundhouse

### Solista
- 1995 - Little Bruises
- 2021 - Insolo

## Filmografia parziale

### Cinema
- Hide and Seek, regia di David Eady (1972)
- Ice Pawn, regia di Barry Samson (1989)
- The Krays - I corvi (The Krays), regia di Peter Medak (1990)
- Guardia del corpo (The Bodyguard), regia di Mick Jackson (1992)
- Killing Zoe, regia di Roger Avary (1994)
- American Daylight, regia di Roger Christian (2004)

### Televisione
- The Larry Sanders Show (1993; 1 episodio)
- Lewis (2012; 1 ep.)